# Xi Jinpings relation till Iowa

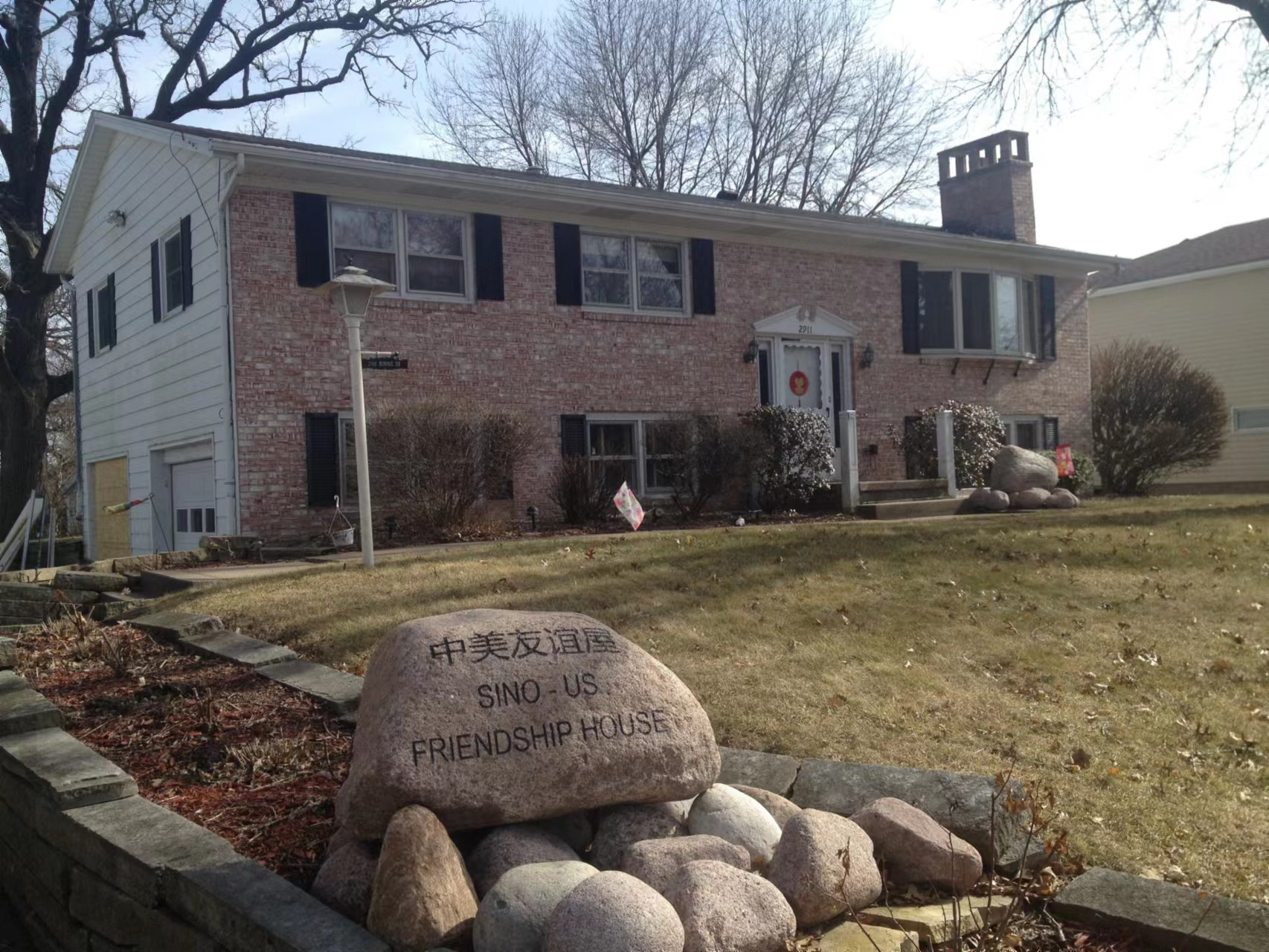
Huset som Xi Jinping bodde i under sitt besök år 1985.

Kinas sittande president Xi Jinping har en betydande relation till den amerikanska delstaten Iowa. Han besökte år 1985 Muscatine, Iowa i två veckor under ett jordbruksprogram, då som en lokalpolitiker i Kina. Under sin vistelse fick han flera vänner som han sedan besökte år 2012 under ett statsbesök. Relationen till delstaten har haft en betydande roll i den kinesiska utrikespolitiken gentemot USA, bland annat eftersom Jinping blev vän med Terry Branstad under sitt besök 1985, en vänskap som senare ledde till att Branstad utsågs till USA:s diplomat i Kina (2017–2020). Jinping har fortsatt hållit kontakten med sina vänner i Iowa genom brevväxling.

## Besöket i Muscatine (1985)
Relationen mellan Kina och Iowa etablerades redan år 1979, av Iowas dåvarande guvernör Robert D. Ray. Ray besökte Kina det året, och för att återgälda besöket skickade Kina guvernören för Guangdong, Xi Jinpings far, Xi Zhongxun, som besökte delstaten år 1980. År 1983 etablerade den ideella organisationen Iowa Sister States ett jordbrukssamarbete med den kinesiska provinsen Heibei. Under våren 1985 besökte Xi Jinping, då partisekreterare i Zhengding (en mindre ort i Heibei-provinsen), staden Muscatine i Iowa med omnejd. Jinping fick under vistelsen bo hos en lokal familj i området eftersom Muscatines enda hotell var fullbokat. Familjen som han bodde hos, bestående av Eleanor och Thomas Dvorchak, lät Jinping sova i sonens rum, då sonen var iväg på college. Eleanor Dvorchak beskrev Jinping i en intervju som "mycket ödmjuk" eftersom han inte klagade på den improviserade situationen. Under besöket i Muscatine fick Jinping lära sig om jordbruksutrustning, besöka gårdar och fabriker, men även åka båt på Mississippifloden och delta i den lokala matkulturen. Hans fascination för Mississippifloden uppstod enligt vännen Sarah Lande från att Jinping hade läst böcker av Mark Twain.

## Statsbesök (2012)
År 2012 besökte Xi Jinping de Förenta Staterna under ett statsbesök, då som Kinas vicepresident. Under vistelsen valde han att besöka Muscatine, Iowa, för att få träffa de vänner han fick under sin förra vistelse år 1985. Stadens gator spärrades av medan protester mot och för Kina ägde rum några kvarter bort. Vännen och den dåvarande guvernören för Iowa, Terry Branstad, beskrev besöket som "det största som hänt Muscatine sedan Johannes Paulus II besökte staden år 1979." Under besöket körde bland annat Jinping en traktor, något som han enligt uppgift insisterade på mot sin säkerhetsstyrkas önskan. Flera affärer i staden välkomnade den dåvarande vicepresidenten med skyltar som "Welcome back to Muscatine Xi Jinping" ("Välkommen tillbaka till Muscatine, Xi Jinping"). Samma år bjöds även ett dussin av hans vänner från Iowa till Kina och en bankett anordnades i deras ära. Enligt Landen uppgav Jinpings fru Peng Liyuan en önskan om att bosätta sig i Muscatine med sin familj efter deras politiska karriär i Kina.
Ett år efter besöket, i oktober 2013, skrev en kinesisk delegation från Hubei-provinsen på ett tjugotal handelsavtal med flera företag och organisationer i Iowa, värdet uppgick i över 1 miljard dollar. Xi skickade ett brev med gratulationer till medlemmarna av den kinesiska delegationen.

## APEC-konferensen (2023)
Under sitt besök i USA år 2023 för Asia-Pacific Economic Cooperation-konferensen i San Francisco bjöd Xi Jinping in flera av hans "gamla vänner" från Iowa till en lyxmiddag i staden. De inbjudna var bland andra vännen Sarah Lande, barnen till Eleanor och Thomas Dvorchak, samt Terry Branstad. Amerikanska medier spekulerade att det var osannolikt att middagen skulle ha någon större positiv påverkan på diplomatiska relationer. Under konferensen uttryckte Jinping sin önskan om att fler Amerikanska elever skulle få besöka och studera i Kina. I januari 2024 meddelade Xi Jinping att elever från Muscatine High School var inbjudna till en klassresa till Kina, detta efter att Lande hade föreslagit det under en brevväxling.